# 雙岔狸藻
雙岔狸藻（學名：Utricularia dichotoma），又名仙女围裙，為狸藻属多年生陸生食虫植物。其种加词“dichotoma”来源于希腊文“dichos”和“tomos”，意为“双重”和“切”，指其花序二叉分枝。

## 形态特征
双岔狸藻叶片的形态和大小多变。根据威廉·科伦索的描述，其叶片可为椭圆形－匙形。长2至4毫米，或至为窄披针形，长达40毫米。前者出现于生长于潮湿土壤中的植株，后侧出现于生长于水中的植株。花序高5至30厘米，终止于1至2对花，或1轮3朵。其具捕虫囊的地下匍匐茎众多，直径1.5至2毫米。

## 生态关系
双岔狸藻分布广泛，分布于新喀里多尼亞、澳大利亚（除北領地以及澳大利亞首都特區外）和紐西蘭，北島、南島以及斯圖爾特島的分布是狸藻屬分布范围的最南點。